# Jin-A Lee
Jin-A Lee (10 de Abril de 1985) é uma tenista profissional sul-coreana, em 2010 chegou ao seu melhor posto na WTA de 196°, em simples